# Vermarkung

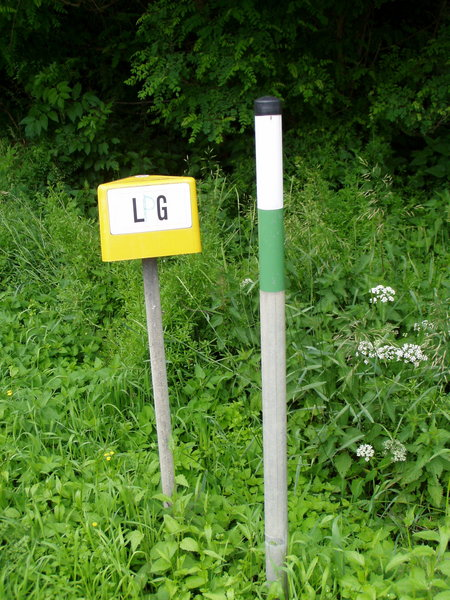
Moderne Grenzabmarkung bei Windischleuba, thüringisch-sächsische Landesgrenze

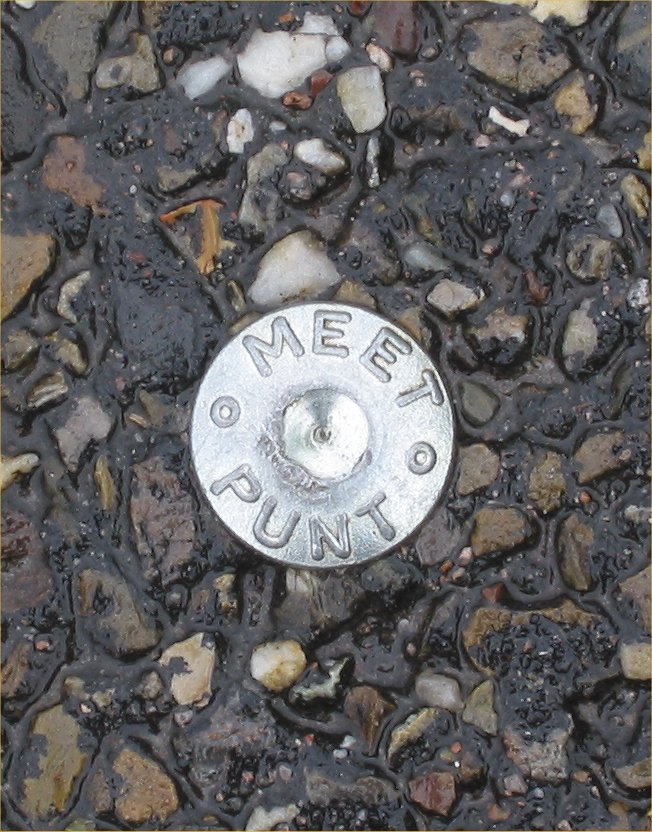
Bolzen (in den Niederlanden)

Unter Vermarkung wird im Vermessungswesen bzw. der Geodäsie das dauerhafte Sichtbarmachen und Stabilisieren eines Vermessungspunktes im Gelände verstanden. Die Vermarkung kann auch aufwendig sein, wenn beispielsweise unterirdische Festpunkte des staatlichen Triangulationsnetzes fixiert und dauerhaft gemacht werden müssen, damit sie sichtbar bleiben. Der Abstand dieser Festpunkte beträgt zwischen 30 und 40 km, sie müssen mindestens 5 bis 20 Jahre lang aufzufinden sein.
Grenzpunkte hingegen, die der Abgrenzung von Flur- und Grundstücken dienen, werden in der Sprachregelung Norddeutschlands abgemarkt. In mehreren deutschen Ländern, in Österreich und in der Schweiz wird aber das technische Einbringen dieser Grenzmarken ebenfalls mit dem Begriff Vermarkung bezeichnet.

## Vermarkungsarten
Vermarkungsarten sind in Deutschland in der DIN 18709 festgelegt.

### Vermessung über Tage
- Pfeiler für trigonometrische Punkte; darüber kann sich ein weit sichtbares dreiseitiges pyramidenförmiges Gestell mit einem an der Spitze angebrachten Sichtzeichen (schwarze rechtwinklige Brettstücke) befinden.
- steinerne Pfeiler für Höhenfestpunkte, die mit einem Metallbolzen, dem sogenannten Höhenbolzen versehen sind.
- Behauener Stein, am besten Granit oder Kunststein (12 × 12 × 50 cm oder 20 × 20 × 60 cm) mit eingemeißeltem Kreuz.
- Turmbolzen oder Höhenbolzen für Höhenfestpunkte werden auch an dauerhaften Gebäudewänden, wie beispielsweise in Kirchtürme, Bahnhofsgebäuden und Rathäusern eingesetzt.
- Stahlrohr (8 – 50 cm Länge, 16 oder 22 mm Durchmesser) unten mit konischer Metallspitze, oben mit beschrifteter Kappe wird in den Boden getrieben.
- "Vermarkungsnagel" (großer Nagel oder Bolzen mit Schaftdurchmesser von ca. 0,5 cm, Kopfdurchmesser 1 – 2,5 cm, 5 – 15 cm lang),  deren Köpfe entsprechend beschriftet sind (auf Wegen, Straßen und Flächen mit harten Untergrund)
- Gabelpunkte, zwei in bestimmtem Abstand in Mauersockel einbetonierte Ösen, in die waagerecht ausgerichtete Stangen eingehakt werden können[2]
- Meißelkreuz auch als Felskreuz im natürlichen Fels.
- für weiche Böden ist eine Kunststoffmarke, auch Schlagmarke genannt (ein aus Kunststein hergestellter Kopf, in den ein Metallanker (oft mit Widerhaken) eingegossen ist)
- Rohr mit Innengewinde, bündig eingeklebt (in eine Gebäudewand, Stützwand) und darin auf Anschlag eingeschraubtes weißes Kunststoffformteil mit an einem 5 cm langen Stängel vorstehenden Kugel (ø 1–1,5 cm)

### Zeitweilige Vermarkung
- Exzenter – Messpunkt außerhalb des direkten Polygonzugs, bei Sichtbehinderung durch Bäume oder Gebäude.
- Holzpflock (meist 4 × 2 cm, 50 cm lang) mit Nagel – zum Beispiel für Absteckungen im Bereich von Baustellen oder zum besseren Auffinden eines Messpunktes.
- Die sogenannte Karotte oder "Möhre", ein Ton- oder Kunststoffkegel in Form einer Karotte, der in weichen Boden geschlagen und später wieder entfernt wird. Als dauerhafte unterirdische Versicherung für Grenzpunkte wird diese Vermarkung auch eingesetzt.

## Signalisierung

### Dauerhafte Signalisierung
Weithin sichtbare klar definierte bauliche Elemente (sogenannte Hochpunkte) können Vermessungspunkte signalisieren; diese müssen folglich nicht vermarkt werden. Als Beispiele hierfür seien genannt:
- Kirchturm-Kreuz oder Turmkugel (Kugel unter dem Turmkreuz)
- Pyramide bzw. Triangulationssäule, Gipfelkreuz (im Netz erster Ordnung)
- Stangensignal (5–10 cm starkes, 3–5 m hohes Metallrohr mit kontrastreicher Zielmarke)

### Vorübergehende Signalisierung
- rot-weißer Fluchtstab – bei fast jeder Vermessung, auch in einem Lattenstativ (vorübergehend auf Messpunkten)
- Mire (eine meist beleuchtbare Bezugsrichtung mit genauer Ausrichtung auf einen Messpunkt)

## Markscheidewesen
Im Markscheidewesen unter Tage können aufgrund der besonderen bergbaulichen Situation die meisten der über Tage üblichen Vermarkungsarten nicht verwendet werden, da diese in den Boden eingebracht werden. Dies wäre im Bergbau unpraktisch bzw. nicht durchführbar, da die Sohle durch Einrichtungen wie Gleise oder Förderbänder blockiert wird oder aufgrund von Konvergenzen häufig nachgearbeitet werden muss. Daher werden Polygon- und andere Vermessungspunkte im Bergbau meist in der Firste vermarkt.

### Unter Tage
- Konsole oder Bolzen am Stoß oder im Ausbau
- Firstpunkte

### Über Tage
Im Markscheidewesen über Tage werden dieselben Vermarkungsarten wie in der allgemeinen Geodäsie verwendet.